# Manca
Manca je žensko osebno ime.

## Izvor imena
Ime Manca je različica ženskega osebnega imena Marija.

## Pogostost imena
Po podatkih Statističnega urada Republike Slovenije je bilo na dan 31. decembra 2007 v Sloveniji število ženskih oseb z imenom Manca: 2.046. Med vsemi ženskimi imeni pa je ime Manca po pogostosti uporabe uvrščeno na 125. mesto.

## Osebni praznik
Osebe z imenom Manca lahko godujejo takrat kot osebe z imenom German, to je 28. maja (German, pariški škof, † 28. maja 576)  .